# Agoncillo (La Rioja)
Agoncillo település Spanyolországban, La Rioja autonóm közösségben. Agoncillo Alcanadre, Arrúbal, Galilea, Logroño, Murillo de Río Leza és Viana községekkel határos. Lakosainak száma 1314 fő (2024).

## Népesség
A település népessége az elmúlt években az alábbi módon változott:
| Lakosok száma | 900  | 955  | 1137 | 1191 | 1164 | 1173 | 1072 | 1102 | 1175 | 1314 |
|               | 2001 | 2004 | 2007 | 2009 | 2012 | 2014 | 2017 | 2019 | 2022 | 2024 |